# Пещера Гутманя
Пещера Гу́тманя (латыш. Gūtmaņa ala) — самая крупная пещера Латвии и всей Прибалтики. Расположена на правом берегу реки Гауи в Национальном парке Гауя, возле города Сигулды.
Стены пещеры сложены из красного песчаника, сформировавшегося в девонском периоде (около 410 млн лет назад). Из пещеры вытекает ручей, впадающий в реку Гаую.
Глубина пещеры составляет 18,8 метров, максимальная ширина 12 метров, высота 10 метров.
Площадь пещеры — 170 квадратных метров, объём 500 кубических метров.